# Ops
Ops, Ops Consivia – staroitalska bogini włączona do religii Rzymian jako uosobienie obfitości, bóstwo urodzaju i dostatku, bogatych żniw i płodności ziemi, będące opiekunką rolnictwa. 
Pierwotnie sabińska, potem wprowadzona do panteonu rzymskiego przez Tytusa Tacjusza, podobnie jak inne bóstwa plonów. Do jej sanktuarium w pałacu królewskim dostęp miały jedynie westalki z arcykapłanem. 
W mitologii rzymskiej uważana za boginię płodności, urodzaju i dostatku, czczona także jako opiekunka rolnictwa. Zwracając się do niej dotykano ziemi w przeświadczeniu, iż tam zamieszkuje. W III wieku p.n.e. uznana za małżonkę Saturna (rzymski odpowiednik Kronosa) i dlatego utożsamiana odtąd z grecką Reą.
W Rzymie miała świątynię na Kapitolu, choć oddawano jej cześć także w świątyniach Saturna. Po jego święcie obchodzono ku jej czci Opalia (19 grudnia, po siewie ozimin), a po żniwach – Opiconsivia (25 sierpnia). Odbywano je cztery dni po Consualiach – obchodach ku czci Consusa, który był towarzyszącym jej bóstwem.
Wyobrażenia ikonograficzne, pochodzące ze stosunkowo późnych czasów, przedstawiają ją wyciągającą jedną rękę z chlebem (kłosami zboża), a drugą w pomocnym geście. 